# Chutney
Chutney er et tilbehør til pakistansk og indisk mad. 
Chutney består typisk af indkogt frugt (eksempelvis mango) med sukker og krydderier, samt eddike for at forbedre holdbarheden.